# Cantonul Besançon-Ouest
Cantonul Besançon-Ouest este un canton din arondismentul Besançon, departamentul Doubs, regiunea Franche-Comté, Franța.